# Szalony Kapelusznik (Alicja w Krainie Czarów)

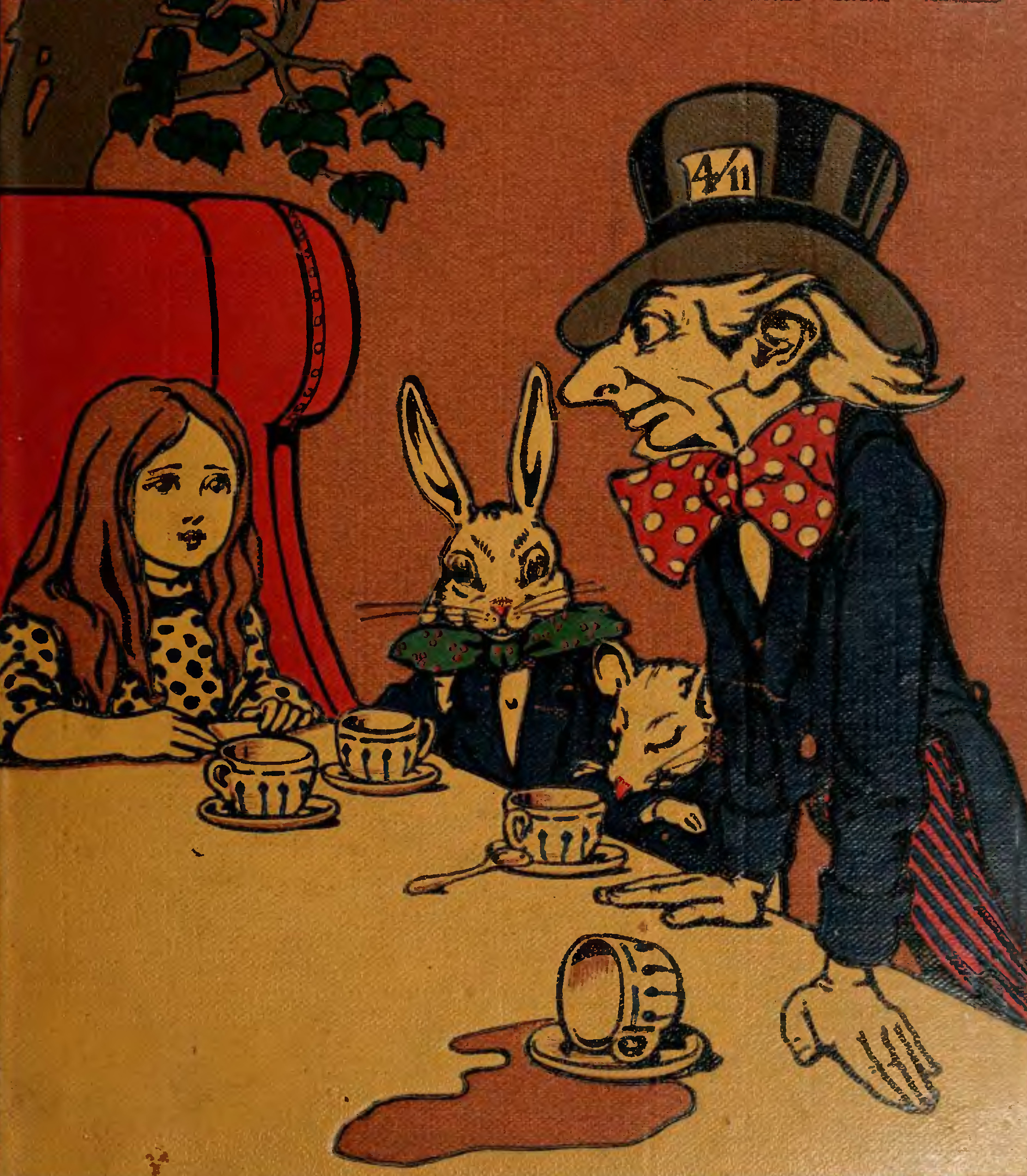
1907

Kapelusznik (ang. Hatter), popularnie nazywany Szalonym Kapelusznikiem (ang. Mad Hatter) – postać z książki Lewisa Carrolla Alicja w Krainie Czarów. Po raz pierwszy pojawia się w siódmym rozdziale, gdzie wraz z Marcowym Zającem i Susłem przeżywają niekończący się podwieczorek przed domem Zająca. Kapelusznik oraz Marcowy Zając wspomniani zostają w rozdziale szóstym, gdy Alicja decyduje, kogo z nich chce odwiedzić. Kot z Cheshire opowiada Alicji, że obaj są obłąkani. Kapelusznik wraz z kompanami ponownie pojawiają się w rozdziale jedenastym, a Kapelusznik zostaje wezwany jako świadek w procesie o kradzież ciastek Królowej Kier.

## Charakterystyka
Kapelusznik jest postacią irytującą Alicję, choć ta bywa czasem zaciekawiona jego wypowiedziami. Pije herbatę wraz z Marcowym Zającem oraz Susłem (śpiącym niemal cały czas), zadaje nonsensowne pytania. Jest znany z zagadki bez odpowiedzi, tj. „Co łączy kruka i sekretarzyk?”. Według oryginalnych ilustracji Johna Tenniela, nosi cylinder z karteczką z inskrypcją „10/6”. Jej prawdziwe znaczenie to cena – 10 szylingów i 6 pensów. W rozdziale jedenastym mówi Królowi i Królowej Kier, że nie jest właścicielem swojego kapelusza, ponieważ ma je wszystkie na sprzedaż. Jest to odniesienie do zawodu kapelusznika, od którego wzięła się nazwa postaci.
Kapelusznik irytuje Alicję swoim zachowaniem, choć czasem ją także rozbawia. Wiele jego wypowiedzi jest nonsensownych, tak jak i wypowiedzi innych mieszkańców Krainy Czarów. Potrafi śpiewać, wykonuje piosenkę o nietoperzu (parodia wiersza Twinkle Twinke Little Star). Boi się gniewu Królowej Kier, co widoczne jest w rozdziale jedenastym (scena w sądzie – Kapelusznik wezwany jako pierwszy świadek w procesie o kradzież ciastek). Ucieka z sądu, zanim jeszcze Królowa rozkazuje ściąć mu głowę – strażnicy nie mogą go jednak dogonić, ponieważ uciekł już zbyt daleko, zostawiając swoje buty.

## Inspiracja postaci
Wiele osób wiąże postać Kapelusznika z angielskim idiomem as mad as a hatter (pol. szalony jak kapelusznik), który oznacza kogoś szalonego, zachowującego się głupio, niespełna rozumu. Prawdopodobieństwo tego związku łączyłoby się ze skłonnością Carrolla do parodiowania znanych wierszy, powiedzeń czy personifikacji postaci z rymowanek (jak np. Humpty Dumpty). Wyrażenie jest również związane z historią wytwarzania kapeluszy. Kapelusznicy używali w procesie tworzenia filcu rtęci, której toksyczne opary powodowały u nich chorobę zwaną syndromem szalonego kapelusznika (ang. mad hatter syndrome).
Według Martina Gardnera, autora The Annotated Alice (edycji dzieła Carrolla z przypisami wyjaśniającymi znaczenie wielu odniesień w książce), Kapelusznik miał być inspirowany ekscentrycznym sprzedawcą mebli z Oksfordu, którym był Theophilus Carter. W biografii Lewisa Carrolla napisanej przez jego siostrzeńca, Stuarta Dodgsona Collingwooda, znajduje się wzmianka wskazująca, że Kapelusznikiem był jeden z mężczyzn zasiadających przy stole, gdzie posiłki w Christ Church College jadał Carroll. Amerykańska pisarka Mary Hammond wysunęła teorię, jakoby to Lewis Carroll obdarzył Kapelusznika własnymi cechami charakteru.